# Масопуст, Йозеф
Йо́зеф Ма́сопуст (чеш. Josef Masopust; 9 февраля 1931[…], Мост, Северочешский край — 29 июня 2015, Прага) — чехословацкий футболист, полузащитник, тренер. Один из лучших игроков в истории чехословацкого и чешского футбола. Лучший футболист в истории Чехии по версии журнала «Гол». Лидер сборной, вышедшей в финал чемпионата мира 1962 года, в котором забил единственный гол своей команды. Лучший футболист Европы — 1962. По версии МФФИИС находится на 41-м месте среди лучших игроков мира и 38-м среди лучших игроков Европы XX века. Занимает 61-е среди лучших игроков за всю историю футбола по версии Placar.Входит в список лучших игроков мира по версиям Planète Foot и Voetbal International. Член ФИФА 100. Именем Масопуста названа футбольная академия в Чехии.
Если вы не знаете, что делать с мячом, отдайте его Масопусту.Ярослав Вейвода

## Карьера

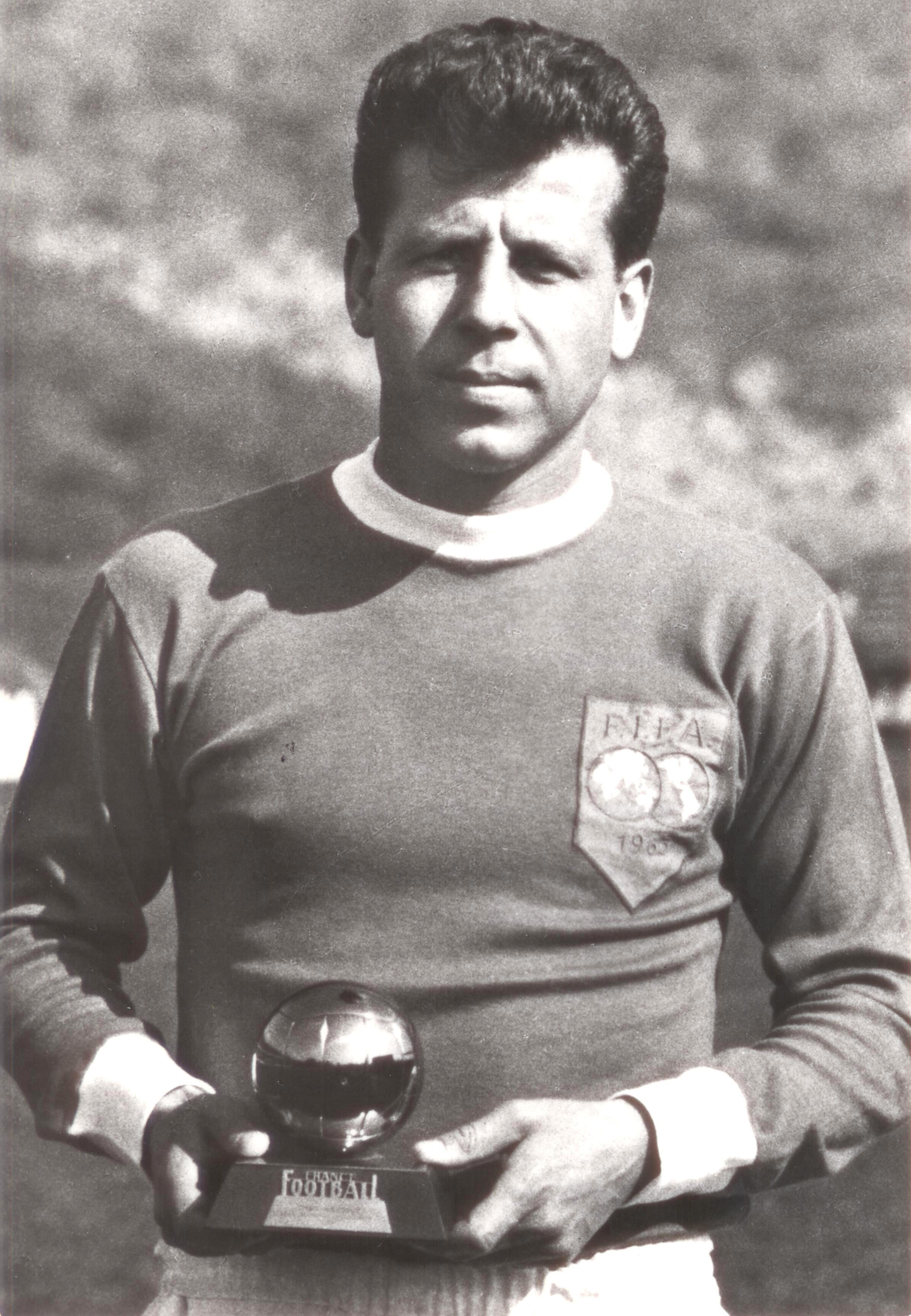
Йозеф Масопуст с «Золотым мячом» (1962)

Родился в посёлке Стржимице в бедной многодетной семье. Его отец был шахтёром, кормил жену и 6 своих детей. В детстве Масопуст был занят тем, что пас коров и коз для всей деревни, в свободное время он всегда играл в футбол. После оккупации Чехословакии немцами в школах деревни стал вводиться немецкий язык, все предметы стали преподаваться только на немецком. Во время освобождения Чехословакии Советской армией большая часть Стржимице была уничтожена. А потому семья была вынуждена переехать в ближайший город Мост. Вскоре Йозеф стал играть за местный клуб «Баник»
Затем он перешёл в клуб «Водотехна», куда его взял главный тренер команды Рудольф Вытлачил. Вытачил согласился на просмотр после долгих уговоров отца Масопуста. В первой игре за «Теплице» против клуба «Виктория Жижков» Масопуст забил гол, а его клуб победил 4:0. Там он хорошо проявил себя и стал призываться в юношескую сборную Чехословакии, которая выступала под названием «Львичата». Там его заметили и пригласили в стан лидера чехословацкого футбола, клуб «Дукла». «Дукла» была недавно преобразована и являлась ведомственным клубом, принадлежащим министерству обороны и подчинявшимся непосредственно Алексею Чепичке, министру обороны страны. Масопуст, сын шахтёра, не подлежал всеобщему призыву, а потому было решено присвоить ему звание подпоручика и назначить оклад в 12 тыс. крон. После уговоров семьи Масопуст согласился и в апреле 1952 года стал игроком «Дуклы».
В «Дукле» был поставлен на левый фланг полузащиты. Но благодаря Карелу Кольскому, главному тренеру клуба, Масопуст не ограничивал себя левой бровкой. Он являлся организатором всех атак своей команды, действуя от своей штрафной до штрафной соперника. При атаке Масопуст создавал на фланге численное преимущество, чем пользовалась команда, а при защите отходил чрезвычайно низко, становясь вторым опорным полузащитником. Ко всему, Масопуст обладал хорошим дриблингом и одинаково успешно играл обеими ногами. Особенно удавались Масопусту быстрые проходы, когда он убирал мяч то влево, то вправо, обводя соперников. Эти проходы получили название «слаломы Масопуста».

Техника владения мячом в футболе является одной из важных проблем. Если вы даже знаете, что должны предпринять против противника, если вы знаете своих игроков и знаете, как им передавать мяч или, наоборот, как отбирать мяч у своих соперников,— это ещё не все. Играть в хороший футбол — это хотеть большего. Никогда не успокаиваться на достигнутом, не почивать на лаврах, не гнушаться никакой тренировкой, а зачастую отказываться от обильного обеда. Я ежедневно пробегаю 5—6 км кросса, делаю это по своей инициативе, никто меня не принуждает. Я знаю, что делаю это для себя, чтобы не подвести на поле, играя в сильном темпе 90 минут. И всегда последние минуты такие долгие, ноги не хотят слушаться… Про слалом с мячом? Нужно понять, но понять быстро роль игрока команды противника, что он приблизительно может предпринять. Ударит ли по мячу левой или правой ногой или сделает обманное движение прежде, чем я успею завладеть мячом? Пусть решает, но я должен быть за его спиной… с мячом. Футбол — это также умственная игра… Йозеф Масопуст 
За «Дуклу» Масопуст провёл 16 сезонов. Он выиграл с клубом 8 чемпионатов Чехословакии и 3 Кубка Чехословакии, а также получил звание подполковника. «Дукла» выступала и в странах Запада, например, она победила на турнире в Мексике со счётом 4:3 «Сантос», ведомый Пеле; два гола в той игре забил Масопуст. В 1962 году Масопуст получил «Золотой мяч», вручаемый лучшему игроку Европы. Во время выступления за «Дуклу» ему предлагал контракт «Реал Мадрид», однако футболист отверг финансово выгодное предложение. Также хотели его видеть у себя такие клубы, как «Лацио», «Интернационале», «Милан» и другие, но Масопуст всем отказывал. 22 июня 1968 года Масопуст провёл последний матч за «Дуклу». Завершил карьеру Масопуст в бельгийском клубе «Роял Кроссинг», которому помог выйти в первый бельгийский дивизион.

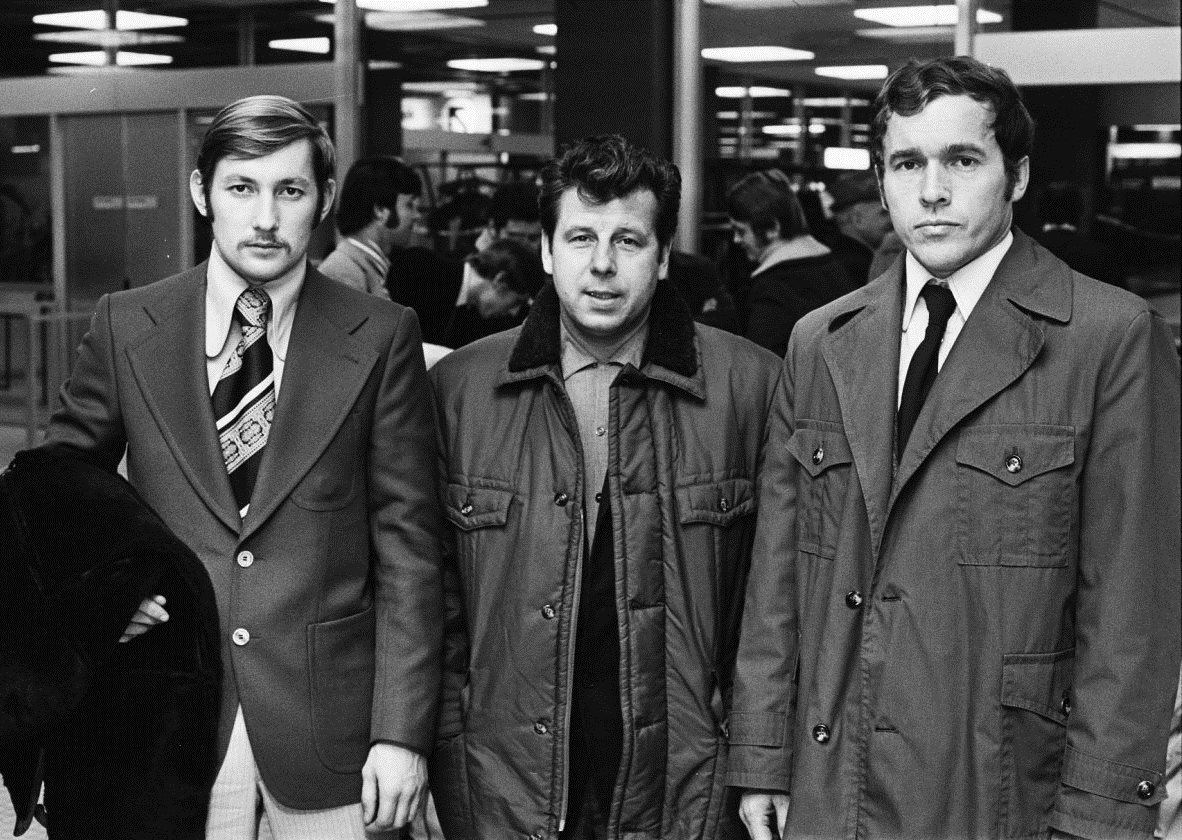
Зденек Негода, Йозеф Масопуст, Иво Виктор

В составе сборной Чехословакии Масопуст дебютировал 24 октября 1954 года в матче со сборной Венгрии, проигранном чехословаками 1:4. В 1960 году он выиграл с национальной командой бронзовые медали европейского первенства, а через два года дошёл с ней до финала чемпионата мира, где чехословаки уступили сборной Бразилии со счётом 1:3. В этой игре первый гол забил Масопуст, обведя нескольких игроков команды соперника. Тренером чехословаков на турнире был бывший тренер Масопуста в «Теплице» Вытлачил. Одной из причин поражения чехословаки называли судейство Николая Латышева. Всего за национальную команду Масопуст провёл 63 матча и забил 10 голов. Его последней игрой стал матч 18 мая 1966 года с командой СССР, в которой советские футболисты победили 2:1.

Как каждый мальчик, я мечтал сыграть в финале чемпионата мира. Я также мечтал о выигрыше в нём Йозеф Масопуст 
Завершив игровую карьеру, Масопуст начал карьеру тренерскую. Он тренировал сначала дубль, а затем основной состав «Дуклы». Потом работал с «Брно» и сделал команду чемпионом Чехословакии. Затем работал в Бельгии с клубом «Хасселт» и со сборной Чехословакии, с которой проиграл 1:5 ФРГ в квалификации к чемпионату мира 1986. С 1988 по 1991 год Масопуст тренировал молодёжную сборную Индонезии. После распада ОВД Масопуст вернулся в Чехию. На родине он тренировал «Брно» и «Дечин». Затем он недолго проработал в инспекторско-судебном комитете, но после предложения ему взятки за подпись договорного матча он ушёл из комитета и из футбола.
Последние годы жизни Масопуст провёл в Праге и утверждал, что «от его времени ничего не осталось»: «Дукла» была расформирована (позже воссоздана вновь), посёлок Стржимице был снесён, жители выселены, а на его месте построен угольный разрез (Масопуст просил отменить решение о сносе посёлка, но его не послушали), на стадионе «Теплице» растут сорняки, а Чехословакия, цвета которой он защищал, как государство перестало существовать. Однако Масопуст продолжал работать, являлся членом «совета мудрецов», объединяющего ветеранов чехословацкого футбола, и председателем совета международного фонда футбола, который помогает бывшим игрокам национальной команды.

## Личная жизнь
У Масопуста трое детей, два сына и дочь. У него четверо внуков. Старший сын Хонза был велосипедистом, участвовал в чемпионате Европы по маунтинбайку; завершил карьеру из-за травмы. Младший сын Томаш стал хоккеистом, но рано завершил карьеру. Дочь Ивана была теннисисткой, вышла замуж за бельгийского теннисиста и проживает в Бельгии.

## Статистика
| Сезон     | Команда       | Чемпионат   | Чемпионат | Чемпионат | Кубок | Кубок | Еврокубки | Еврокубки |
| Сезон     | Команда       | Лига        | Игры      | Голы      | Игры  | Голы  |           |           |
| --------- | ------------- | ----------- | --------- | --------- | ----- | ----- | --------- | --------- |
| 1950      | Техномат      | Мистровстви | ?         | ?         | —     | —     | ?         | ?         |
| 1951      | Водотехна     | Мистровстви | ?         | ?         | —     | —     | ?         | ?         |
| 1952      | Ингстав       | Мистровстви | ?         | ?         | —     | —     | ?         | ?         |
| 1952      | АТК (Прага)   | Мистровстви | ?         | ?         | —     | —     | ?         | ?         |
| 1953      | УДА (Прага)   | Мистровстви | 2         | 0         | —     | —     | ?         | ?         |
| 1954      | УДА (Прага)   | Мистровстви | ?         | ?         | —     | —     | ?         | ?         |
| 1955      | УДА (Прага)   | Мистровстви | ?         | ?         | —     | —     | ?         | ?         |
| 1956      | Дукла (Прага) | Мистровстви | 22        | 3         | —     | —     | ?         | ?         |
| 1957/1958 | Дукла (Прага) | Мистровстви | 27        | 6         | —     | —     | ?         | ?         |
| 1958/1959 | Дукла (Прага) | Мистровстви | ?         | 7         | —     | —     | ?         | ?         |
| 1959/1960 | Дукла (Прага) | Мистровстви | ?         | 4         | —     | —     | ?         | ?         |
| 1960/1961 | Дукла (Прага) | Мистровстви | 26        | 3         | ?     | ?     | ?         | ?         |
| 1961/1962 | Дукла (Прага) | Мистровстви | 24        | 10        | ?     | ?     | ?         | ?         |
| 1962/1963 | Дукла (Прага) | Мистровстви | 25        | 6         | ?     | ?     | ?         | ?         |
| 1963/1964 | Дукла (Прага) | Мистровстви | 22        | 4         | ?     | ?     | ?         | ?         |
| 1964/1965 | Дукла (Прага) | Мистровстви | ?         | 2         | ?     | ?     | ?         | ?         |
| 1965/1966 | Дукла (Прага) | Мистровстви | 24        | 6         | ?     | ?     | ?         | ?         |
| 1966/1967 | Дукла (Прага) | Мистровстви | ?         | 4         | ?     | ?     | ?         | ?         |
| 1967/1968 | Дукла (Прага) | Мистровстви | ?         | 5         | ?     | ?     | ?         | ?         |
| 1968/1969 | Роял Кроссинг | Дивизион 2  | 29        | 8         | ?     | ?     | —         | —         |
| 1969/1970 | Роял Кроссинг | Дивизион 2  | 14        | 1         | ?     | ?     | —         | —         |

## Достижения

### Как игрок
«Дукла» (Прага)
- Чемпион Чехословакии (8): 1953, 1956, 1958, 1961, 1962, 1963, 1964, 1966
- Обладатель Кубка Чехословакии (3): 1961, 1965, 1966

Сборная Чехословакии
- 3-е место на чемпионате Европы: 1960
- Вице-чемпион мира: 1962

### Как тренер
«Зброёвка» (Брно)
- Чемпион Чехословакии: 1978

### Личные
- Обладатель «Золотого мяча» лучшего футболиста Европы: 1962
- Футболист года в Чехословакии: 1966
- Входит в состав символической сборной по итогам чемпионата Европы по версии УЕФА: 1960
- Входит в символическую сборную чемпионата мира 1962 года
- Обладатель «Серебряного мяча» чемпионата мира: 1962
- Лучший футболист Чехии за период 1954—2003 годов (Юбилейный приз к 50-летию УЕФА)
- Обладатель Награды президента УЕФА: 2014
- В списке ФИФА 100